# Ștefan Traian Roman
Ștefan Traian Roman (n. 6 august 1936, Cerna, România – d. 29 iulie 2012, Portland, Oregon, SUA) a fost un regizor de film român.

## Biografie
În 1968 a absolvit Institutul de Artă Teatrală și Cinematografică „Ion Luca Caragiale”. Informator al Securitatii începand din anul 1952, a fost cooptat în 1981 în programul "VENUS-2" al Centrului pentru Informatii Externe (U.M 0544) si trimis în Statele Unite ale Americii. Nume de informator "Românul".

## Filmografie (regizor)
- Răpirea fecioarelor (1968) - asistent de regie
- Răzbunarea haiducilor (1968) - asistent de regie
- La datorie (1968) (în colaborare cu Nicolae Corjos)
- Simpaticul domn R (1969)
- Aventurile echipajului Val-Vîrtej (1971) - serial TV
- Evadarea (1975)
- Regăsire (1977)
- Dincolo de orizont (1978)
- Avaria (1978)
- Tridentul nu răspunde (1980)